# 31e brigade d'infanterie (Empire allemand)
Pour les articles homonymes, voir 31e brigade.
La 31e brigade d'infanterie est une grande unité de l'armée prussienne.

## Histoire
Le 5 novembre 1816, la 16e brigade d'infanterie est constituée à Coblence en tant que brigade de troupes et reçoit le 5 septembre 1818 la désignation de brigade d'infanterie de la 15e division d'infanterie, rebaptisée le 14 décembre 1818 en 16e division d'infanterie et devient ainsi brigade d'infanterie de la 16e division. L'année suivante, elle reçoit la dénomination de 16e brigade d'infanterie. Le 29 avril 1852, un nouveau changement de nom suit en 31e brigade d'infanterie avec la création de la 16e brigade d'infanterie nouvellement créée. Le 16 octobre 1917, elle reçoit sa dénomination définitive de 238e brigade d'infanterie. En 1816, elle fait partie jusqu'au 10 octobre 1916 de la 16e division d'infanterie à Trèves, qui appartient au 8e corps d'armée à Coblence. Par la suite, la brigade fait partie de la 47e division de Landwehr (de) jusqu'au 16 janvier 1917 et est ensuite intégrée à la 238e division d'infanterie le 16 octobre 1917 jusqu'à sa dissolution en 1919 sous la désignation de 238e brigade d'infanterie.

### Garnisons
- 1816 à 1818 Coblence
- 1818 à 1857 Trèves
- 1857 à 1860 Mayence
- 1860 à 1918 Trèves

### Unités subordonnées
1820 à 1849
- 29e régiment d'infanterie
- 30e régiment d'infanterie

1850 à 1851
- 25e régiment d'infanterie (de)
- 29e régiment d'infanterie

1852 à 1853
- 29e régiment d'infanterie
- 29e régiment de Landwehr
- 34e régiment de fusiliers[1]

1854 à 1859
- 29e régiment d'infanterie
- 29e régiment de Landwehr
- 38e régiment de fusiliers

1860 à 1861
- 29e régiment d'infanterie
- 69e régiment d'infanterie
- 40e régiment des fusiliers
- 29e régiment de Landwehr

1862 à 1866
- 29e régiment d'infanterie
- 39e régiment de fusiliers
- 40e régiment des fusiliers
- 29e régiment de Landwehr

1867
- 29e régiment d'infanterie
- 69e régiment d'infanterie
- 88e régiment d'infanterie
- 29e régiment de Landwehr

1868 à 1881
- 29e régiment d'infanterie
- 69e régiment d'infanterie
- 29e régiment de Landwehr

1881 à 1884
- 29e régiment d'infanterie
- 69e régiment d'infanterie
- 130e régiment d'infanterie
- 29e régiment de Landwehr
- 69e régiment de Landwehr

1884 à 1889
- 29e régiment d'infanterie
- 69e régiment d'infanterie
- 29e régiment de Landwehr
- 69e régiment de Landwehr

1889 à 1914
- 29e régiment d'infanterie
- 69e régiment d'infanterie

Composition de guerre du 2 au 17 août 1914
- 29e régiment d'infanterie
- 69e régiment d'infanterie

Composition de guerre à partir du 17 janvier 1917 (238e Brigade d'infanterie)
- 463e régiment d'infanterie
- 464e régiment d'infanterie
- 465e régiment d'infanterie
- 79e détachement de tireurs d'élite de mitrailleuses
- 2e escadron du 79e détachement de tireurs d'élite de mitrailleuses

### Guerre austro-prussienne 1866
Dans la guerre prussienne contre l'Autriche, la brigade est sous le commandement du major général du 8e corps d'armée (15e et 16e divisions) et participe à la bataille de Hühnerwasser et à la bataille de Münchengrätz. Le 3 juillet, l'armée autrichienne est vaincue de manière décisive près de Sadowa.

### Guerre franco-prussienne de 1870/1871
Lors de la guerre franco-prussienne, la brigade participe à la bataille de Mars-la-Tour, à la bataille de Saint-Privat et au siège de Metz. La capitulation est suivie de combats au nord de Paris lors de la bataille de l'Hallue, du siège de la forteresse de Péronne ainsi que de la bataille d'Amiens (1870) et finalement de la bataille de Saint-Quentin.

### Première Guerre mondiale
Avec la mobilisation du 2 août 1914, la brigade doit créer le 29e bataillon de remplacement de brigade. Du 13 novembre 1914 au 10 avril 1915, la 31e brigade d'infanterie forme, avec la 29e brigade d'infanterie et trois batteries de la division de remplacement bavaroise (de), la division Fuchs, qui fait partie de la détachement d'armée B du 8e corps d'armée et est sous le commandement du lieutenant-général Georg Fuchs.

### Commandants de brigade
| Grade                     | Nom                                         | Date                                 |
| ------------------------- | ------------------------------------------- | ------------------------------------ |
| 16e brigade d'infanterie  |                                             |                                      |
| Generalmajor              | Anton Friedrich Karl von Ryssel (de)        | 25 octobre 1816 au 10 octobre 1817   |
| Generalmajor              | Johann Ludwig Christoph von Creilsheim (de) | 11 octobre 1817 au 19 février 1820   |
| Generalmajor              | Eduard von Reckow (de)                      | 20 février 1820 au 9 mars 1827       |
| Oberst/Generalmajor       | Franz Friedrich von Kinski und Tettau (de)  | 10 mars 1827 au 29 mars 1833         |
| Generalmajor              | Heinrich von Hüser                          | 30 mars 1833 au 17 août 1837         |
| Generalmajor              | Karl von François (de)                      | 18 août 1837 au 21 mars 1845         |
| Generalmajor              | Philipp von Wussow (de)                     | 22 mars 1845 au 8 mars 1848          |
| Generalmajor              | Eduard von Bonin                            | 9 mars 1848 au 10 avril 1848         |
| Generalmajor              | Georg Brunsig von Brun                      | 11 avril 1848 au 14 septembre 1849   |
| Generalmajor              | Friedrich Wilhelm von La Chevallerie        | 15 septembre 1849 au 3 mai 1850      |
| Generalmajor              | Eberhard Herwarth von Bittenfeld            | 4 mai 1850 au 3 mai 1852             |
| 31e brigade d'infanterie  |                                             |                                      |
| Generalmajor              | Eberhard Herwarth von Bittenfeld            | 4 mai 1852 au 4 août 1856            |
| Generalmajor              | Albert von Blumenthal                       | 5 août 1856 au 21 mars 1859          |
| Generalmajor              | Wilhelm Hiller von Gaertringen              | 22 mars 1859 au 13 juin 1859         |
| Generalmajor              | Karl Marschall von Sulicki (de)             | 14 juin 1859 au 2 septembre 1861     |
| Generalmajor              | Friedrich von Clausewitz                    | 3 septembre 1861 au 13 janvier 1862  |
| Generalmajor              | Otto von Gansauge (de)                      | 14 janvier 1862 au 21 septembre 1863 |
| Generalmajor              | Alexander von Schroeder                     | 22 septembre 1863 au 14 juillet 1866 |
| Generalmajor              | Friedrich von Gerstein-Hohenstein           | 15 juillet 1866 au 21 mars 1868      |
| Generalmajor              | Bruno Neidhardt von Gneisenau               | 22 mars 1868 au 17 février 1873      |
| Generalmajor              | Robert von Mettler (de)                     | 18 février 1873 au 14 septembre 1876 |
| Generalmajor              | Günther von Oetinger (de)                   | 15 septembre 1876 au 9 octobre 1881  |
| Generalmajor              | Wilhelm von Wülcknitz (de)                  | 10 octobre 1881 au 2 août 1883       |
| Generalmajor              | Franz Krüger (de)                           | 3 août 1883 au 11 janvier 1886       |
| Generalmajor              | Heinrich Schmidt von Knobelsdorf            | 12 janvier 1886 au 12 mars 1888      |
| Generalmajor              | Rudolf von Tiedemann (de)                   | 13 mars 1888 au 30 septembre 1888    |
| Generalmajor              | Oskar von Tippelskirch (de)                 | 1 octobre 1888 au 14 juillet 1890    |
| Generalmajor              | Peter Paul von Stwolinski                   | 15 juillet 1890 au 21 août 1891      |
| Generalmajor              | Edwin von Stuckrad (de)                     | 22 août 1891 au 19 novembre 1892 (†) |
| Generalmajor              | Leo von Schleinitz (de)                     | 26 novembre 1892 au 15 juin 1894     |
| Generalmajor              | Louis Stoetzer                              | 16 juin 1894 au 31 mars 1898         |
| Generalmajor              | Friedrich von Liechtenstern (de)            | 1 avril 1898 au 17 mai 1901          |
| Generalmajor              | Otto von Emmich                             | 18 mai 1901 au 21 avril 1905         |
| Generalmajor              | Otto Riemann                                | 22 avril 1905 au 21 mars 1908        |
| Generalmajor              | Hermann von Rampacher                       | 22 mars 1908 au 20 avril 1911        |
| Generalmajor              | Max von Hopffgarten gen. Heidler            | 21 avril 1911 au 27 février 1913     |
| Generalmajor              | Richard Wellmann                            | 28 février 1913 au 14 octobre 1914   |
| Generalmajor              | Lothar von Wurmb (de)                       | 15 octobre 1914 au 18 octobre 1914   |
| Generalmajor              | Henri XXX de Reuss zu Köstritz              | 19 octobre 1914 au 28 février 1915   |
| Generalmajor              | Hermann von Bassewitz                       | 1 mars 1915 au 4 janvier 1917        |
| Generalmajor              | Döring von Gottberg                         | 5 janvier 1917 au 16 janvier 1917    |
| 238e brigade d'infanterie |                                             |                                      |
| Generalmajor              | Döring von Gottberg                         | 16 janvier 1917 au 9 septembre 1918  |
| Oberst                    | Max Breyding                                | 10 septembre 1918 au 13 janvier 1919 |
| Generalmajor              | Lothar von Wurmb                            | 14 janvier 1919 au 14 avril 1919     |